# Peleg
Peleg er i Første Mosebog en af Abrahams forfædre, søn af Eber og far til Re'u.
Det var på Pelegs tid at Jorden blev delt, ifølge 1 Mos 10:25.